# کایل کالینز
کایل کالینز (انگلیسی: Kyle Collins؛ زادهٔ ۱۵ نوامبر ۱۹۸۸) بازیکن فوتبال اهل بریتانیا است.
از باشگاه‌هایی که در آن بازی کرده‌است می‌توان به باشگاه فوتبال سالفورد سیتی، باشگاه فوتبال ترادفورد، باشگاه فوتبال فارسلی سلتیک، باشگاه فوتبال ویکفیلد، باشگاه فوتبال باکستون، باشگاه فوتبال نورتویچ ویکتوریا، و باشگاه فوتبال رانکورن لینتز اشاره کرد.
وی همچنین در تیم ملی فوتبال سنت کیتس و نویس بازی کرده‌است.